# 아프리카의 전통 가면

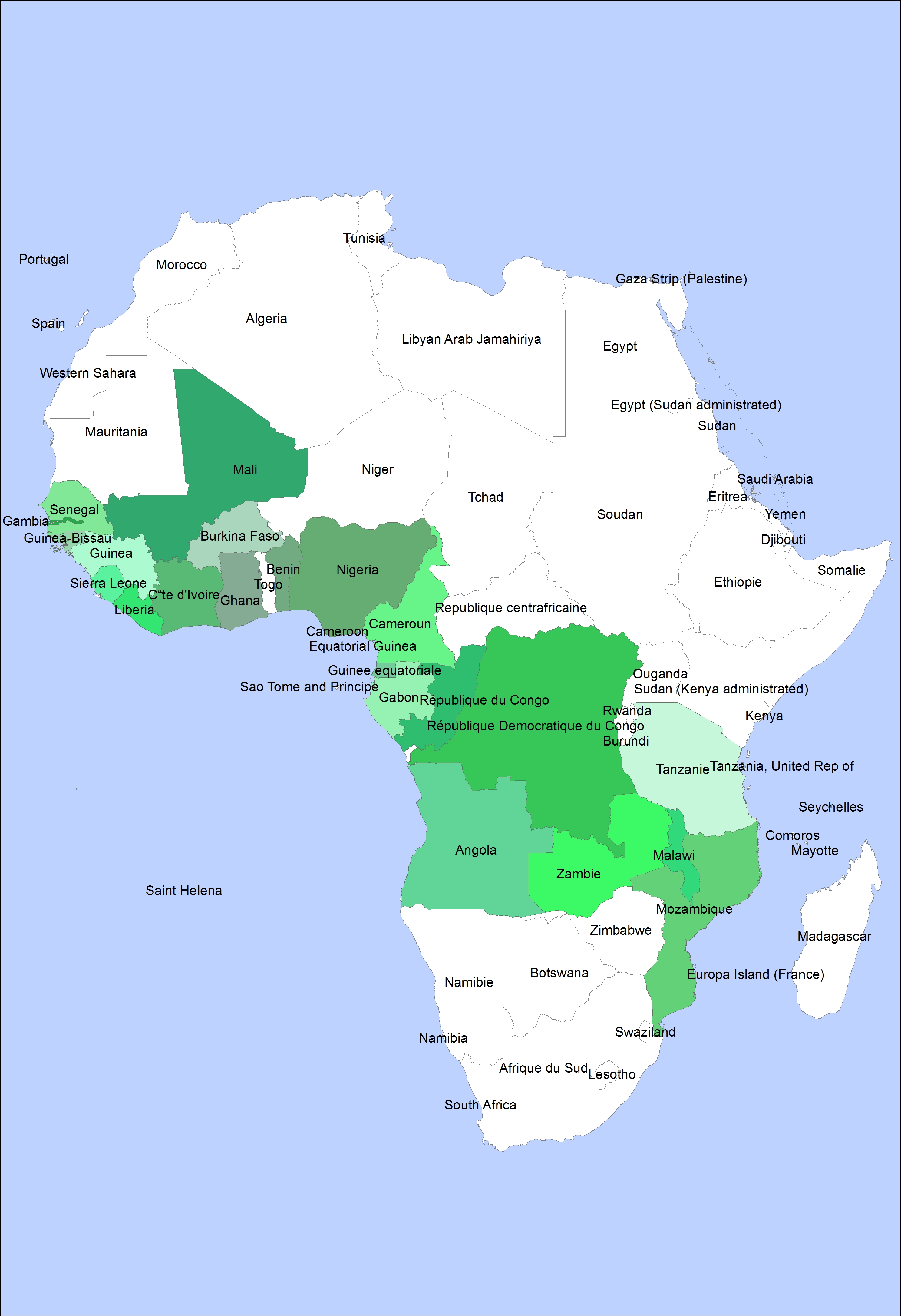
가면을 전통적으로 사용되는 아프리카 국가

아프리카의 전통 가면은 대체적으로 유럽과 서양 미술에 영향을 미친 요소들 가운데 하나이다.
아프리카의 가면에는 성년식에 사용되는 것, 농경의식에 사용되는 것, 선조 제사에 사용되는 것 등이 있는데 특히 성년식과 결부되어 가면은 넓은 지역에 걸쳐 발달하였다.
많은 미개사회에서는 남녀가 다같이 사춘기에 이르면 어떤 일정기간 일상생활에서 떠나 시련과 교육을 받은 후에 한 사람 몫의 성인이 되어 어른의 생활 축에 들어가는 것이 허락되었다. 성년식 때에 소년과 소녀에게 시련을 과하고 부족사회의 전승(傳承)과 비사(秘事)를 가르치는 역할을 맡은 것이 가면에 표현된 신령(神靈)이었다. 가면을 쓰고 수모(樹毛)와 천으로 몸을 감싼 자는 이미 마을사람이 아니고 신령으로서 젊은 사람들 앞에 모습을 드러낸 것이다. 따라서 가면은 가면을 갖지 못한 사회에서는 특히 발달한 화장이나 신체장식과 기능면에서 같은 작용을 한다.
또한 가면은 '비밀결사'라 불리는 폐쇄적인 결사(結社)와도 밀접한 관계를 가지고 발달해 왔다. 이것은 일상생활의 치안유지와 경찰의 역할을 수행하고 장소에 따라서는 정치상의 기능을 가진 것이다.
결사가 성인식이나 제사를 지냈고 사법이나 정치활동을 할 때에는 그 성원이 가면을 쓰고 세속사회로부터 격리된 신성한 성격 아래 비로소 공중 앞에 모습을 나타낸다.
비밀결사가 발달한 서아프리카의 기니만 연안에서 중앙아프리카에 걸쳐서 가면이 유달리 풍부한 것도 그러한 이유에서 비롯된다.
그러나 가면을 쓰고 행하는 의식의 전부가 신비적이어서 사람에게 외포감(猥佈感)을 주는 것만은 아니다. 카메룬의 바문족에서 보는 혹부리 영감과 같은 가면은 마을축제에서 죽마(竹馬)처럼 높은 발판을 붙이고 연출하는 야릇한 춤에 사용한 것이었다. 이와 같이 가면은 모두 동작에 수반되어 연출되는 한 부분이고 동적인 성격을 가지고 있다.
따라서 우리가 감상(鑑賞)할 때에 정적(靜的)으로 나타나는 면(面)만을 보아서는 가면(假面)이 주는 본디의 미(美)는 알아볼 수가 없다.

## 같이 보기
- 아프리카의 미술
- 아프리카의 조각